# Kigali
Kigali este cel mai mare oraș și capitala Rwandei. Este reședința provinciei Kigali.

## Personalități născute aici
- Jean-Paul Libert (1955 - 2022), pilot auto belgian;
- Louise Mushikiwabo (n. 1961), politician, fost ministru;
- Célestin Hazikimana (n. 1963), episcop catolic;
- Daniel Kapp (n. 1968), antreprenor;
- Hamad Ndikumana (1978 - 20170, fotbalist;
- Jimmy Mulisa (n. 1984), fotbalist;
- Ncuti Gatwa (n. 1992), actor britanic.